# Jīsan Bāsan Wakagaeru
Jīsan Bāsan Wakagaeru (jap. じいさんばあさん若返る) ist eine Manga-Serie von Kagiri Araido, die seit 2019 erscheint. Die Comedy-Serie über wieder jung gewordene Großeltern wurde 2024 als Anime-Fernsehserie umgesetzt, die international als Grandpa and Grandma Turn Young Again veröffentlicht wurde.

## Inhalt
In der ländlichen Präfektur Aomori lebt das ältere Ehepaar Ine und Shōzō Saitō, die eine Apfelplantage bewirtschaften. Als sie eines Tages an einem fast abgestorbenen Baum einen goldenen Apfel finden, essen sie diesen gemeinsam und erwachen am nächsten Morgen verjüngt, so als wären sie wieder Mitte zwanzig. Nur ihre Haare sind noch immer weiß. Der bei einem Sturm fast gestürzte Baum hat sich auf diese Weise bei den beiden bedankt, da er nur durch ihre Arbeit überlebt hat. Das Paar ist glücklich, endlich die Gelegenheit für vieles zu haben, was sie sich vorgenommen aber nie geschafft haben. Zugleich bleiben viele ihrer Gewohnheiten erhalten. Und ihre Umgebung ist verblüfft, aber auch begeistert. Während die längst erwachsenen Kinder eher besorgt sind, freuen sich die Enkeltöchter über so junge Großeltern. Auch von anderen in der Nachbarschaft zieht das so gut aussehende Paar Blicke und Neugier auf sich. Bei der Nachbarschaftshilfe, Veranstaltungen und in der Schule der Enkel sind die beiden nun viel gefragt und können mit der Kombination aus körperlicher Fitness und geistiger Reife auftrumpfen.
Mit der Zeit bemerken beide, dass ihre Verwandlung mit den Träumen zusammenhängt, die sie nun regelmäßig beide haben. Sie stehen vor riesigen Sanduhren, die sich umgedreht haben. Durch erneutes Drehen der Uhren im Traum kann auch die Wirkung der Verjüngung aufgehoben werden, was zu allerlei verwirrenden, manchmal aber auch nützlichen Situationen durch die plötzliche Rückverwandlung führt. Und den Senioren wird dabei auch klar, dass ihre Verjüngung nicht ewig währt. Aber sie schätzen sehr, dass ihnen so noch einige Zeit und Kraft mehr gegeben wurden sowie die Gelegenheit, ihre jungen Jahre und die Erinnerungen daran wieder aufleben zu lassen.

## Veröffentlichung
Der Manga wurde im Oktober 2019 von Kagiri Araido zunächst selbst auf der Plattform Pixiv veröffentlicht. Dort erreichte die Serie über 100 Millionen Zugriffe. Diese Originalausgabe endete im Juni 2024. Der Verlag Kadokawa Shoten brachte die Kapitel auch gesammelt in acht Bänden heraus. Im Juli 2022 startete eine Veröffentlichung im Magazin Comic Alunna bei Media Factory. Einschließlich der digitalen Ausgabe sind in Japan über 1 Million Exemplare der Serie im Umlauf.

## Anime-Serie
Eine Umsetzung der Geschichte als Anime für das japanische Fernsehen entstand unter der Regie von Masayoshi Nishida bei Studio Gekkō. Die Drehbücher schrieb Yukie Sugawara. Das Charakterdesign wurde entworfen von Nagisa Takahashi und die künstlerische Leitung lag bei Chika Ishida, während Atsushi Tamura für die Kameraführung zuständig war. Tonregie führte Nobuyuki Abe.
Im August 2023 wurde der Anime erstmals angekündigt. Die elf Folgen mit je 23 Minuten Laufzeit wurden vom 7. April bis 16. Juni 2024 von den Sendern Tokyo MX, AT-X, KBS Kyoto, Sun TV, BS11 und RAB in Japan ausgestrahlt. Parallel dazu erfolgte unter dem Titel Grandpa and Grandma Turn Young Again die internationale Veröffentlichung über die Plattform Crunchyroll, unter anderem mit deutschen, englischen, spanischen und französischen Untertiteln.

### Synchronisation
| Rolle             | japanische Stimme (Seiyū) |
| ----------------- | ------------------------- |
| Ine Saitō         | Mamiko Noto               |
| Shōzō Saitō       | Shinichirō Miki           |
| Shōta             | Junta Terashima           |
| Yoshiaki          | Kazuyuki Okitsu           |
| Shiori Saitō      | Nao Tōyama                |
| Hajime Takahashi  | Nobuyuki Hiyama           |
| Satoshi Takahashi | Shōhei Kajikawa           |
| Mino Saitō        | Shiori Mikami             |
| Kaede             | Tomo Sakurai              |
| Setsu Takahashi   | Yū Kobayashi              |

### Musik
Die Musik der Serie komponierte Tomoki Hasegawa. Das Vorspannlied ist Kimi ga Ojii-chan Atashi ga Obaa-chan von Koresawa und für den Abspann verwendete man das Lied Soitoge Yo-Yo!! von Shinichiro Miki und Mamiko Noto, den Sprechern der beiden Protagonisten.